# وویچک تایک
وویچک تایک (متولد ۱۵ ژوئیه ۱۹۵۵) در روستای میلووکا، استان سیلسیان) بازیکن سابق فوتبال لهستان است.
او یک بار برای لهستان بازی کرد.